# Strážní domek

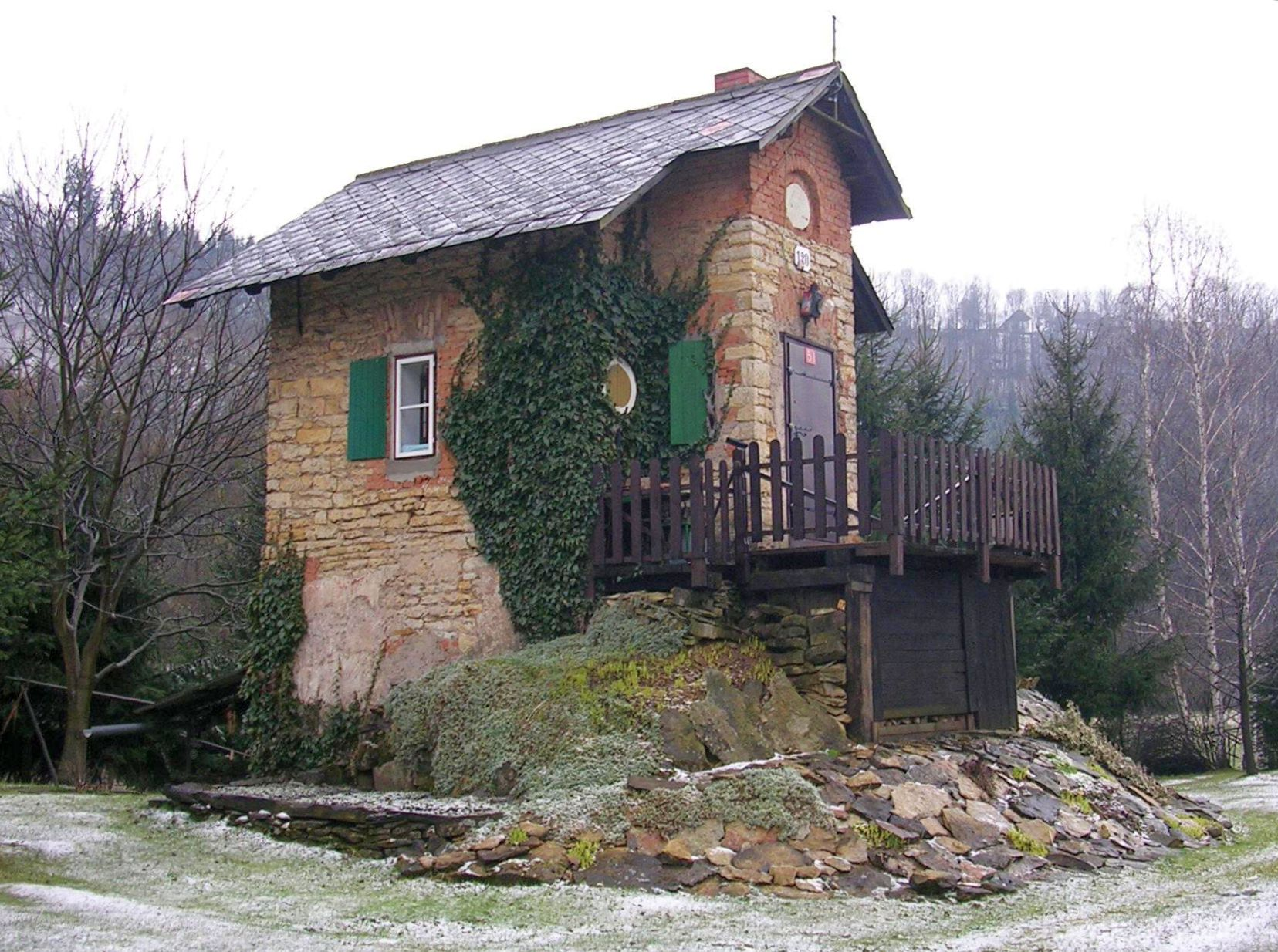
Strážní domek železničářů u Sudislavi

Strážní domek, též strážnice, je malá stavba sloužící k výkonu strážní služby či i jako obydlí zde pracujícího strážníka.
Strážními domky tak třeba rozumíme vrátnice závodů, cestářské domky u starých císařských silnic, železniční strážní domky, strážní domky vinic, zahrad či sadů, ale také strážní domky hřbitovů a majáků a obydlí hrázných u přehradních nádrží.